# Trump Turnberry
Trump Turnberry est un complexe sportif comprenant trois parcours de golf publics situé dans le South Ayrshire sur la Côte Atlantique en Écosse. Il appartient actuellement au milliardaire américain Donald Trump. Il s'agit de links.
Les trois parcours sont :
- Le « Ailsa Course », désigné comme l'un des 100 plus beaux parcours de golf du monde selon Golf Digest en 2007. À quatre reprises il a accueilli l'Open britannique (palmarès : Tom Watson (1977), Greg Norman (1986),Nick Price (1994)), Stewart Cink (2009). Il a toutefois été exclu de la rotation de l’Open à la suite de l’élection de Donald Trump à la présidence des États-Unis.
- La « Kinrye Course », un dix-huit trous.
- L'« Arran Course », un neuf trous.

En mars 2025, le golf de Trump Turnberry est vandalisé par des militants d'extrême gauche du groupe Palestine Action.